# 3310 Patsy
A 3310 Patsy (ideiglenes jelöléssel 1931 TS2) a Naprendszer kisbolygóövében található aszteroida. Clyde Tombaugh fedezte fel 1931. október 9-én.